# Hayesville (Caroline du Nord)
Pour les articles homonymes, voir Hayesville.
La ville de Hayesville est le siège du comté de Clay, situé en Caroline du Nord, aux États-Unis.

## Démographie
| 1870 | 1920 | 1930 | 1940 | 1950 | 1960 |
| ---- | ---- | ---- | ---- | ---- | ---- |
| 35   | 257  | 305  | 336  | 356  | 428  |

| 1970 | 1980 | 1990 | 2000 | 2010 | - |
| ---- | ---- | ---- | ---- | ---- | - |
| 428  | 376  | 279  | 297  | 311  | - |

## Dans la culture populaire
Willy's Wonderland se déroule à Heysville.